# Brûly-de-Pesche
Brûly-de-Pesche is een dorpje in de Belgische provincie Namen en een deelgemeente van Couvin. Nadat het in 1867 afgesplitst werd van de toenmalige gemeente Pesche bleef het tot 1 januari 1977 een zelfstandige gemeente.

## Demografische ontwikkeling
- Bronnen:NIS, Opm:1831 tot en met 1970=volkstellingen, 1976= inwoneraantal op 31 december

## Toerisme

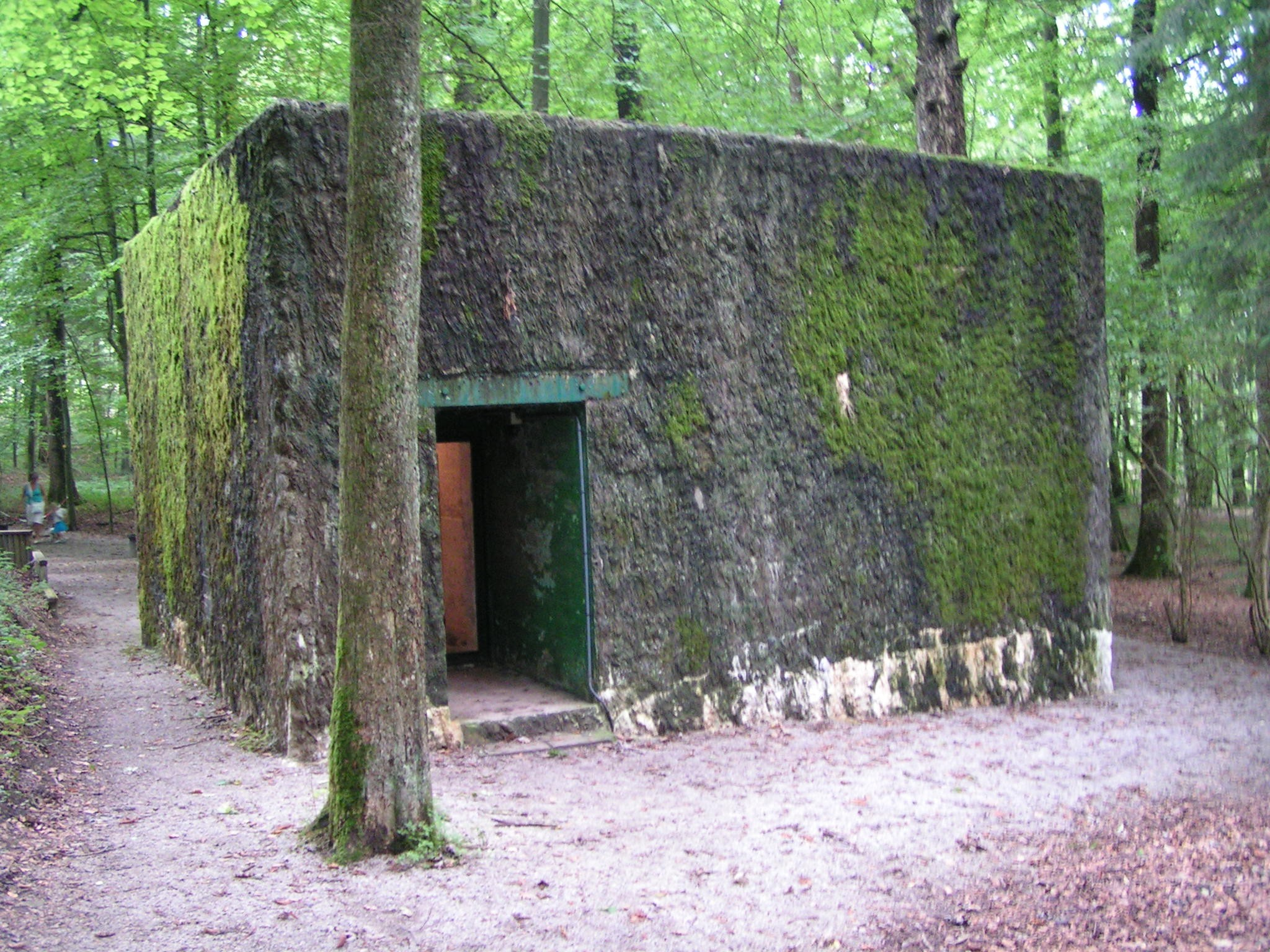
Bunker in Wolfsschlucht I

In het bos van Brûly-de-Pesche bevindt zich Wolfsschlucht I, het "Grand Quartier Général Allemand 1940", ofwel de bunker van waaruit Adolf Hitler zijn aanval op Frankrijk plande in juni 1940, met bijbehorend museum Brûly-de-Pesche 1940 - Tussen Bezetting en Verzet. De bunker zelf kan bezichtigd worden, evenals enkele omliggende panden zoals de pastorie en een kerkje, die door de bezetter ontruimd waren om daar de legerleiding in te kunnen vestigen. De bunker ligt aan de grens bij Frankrijk.